# 中国教育科学研究院

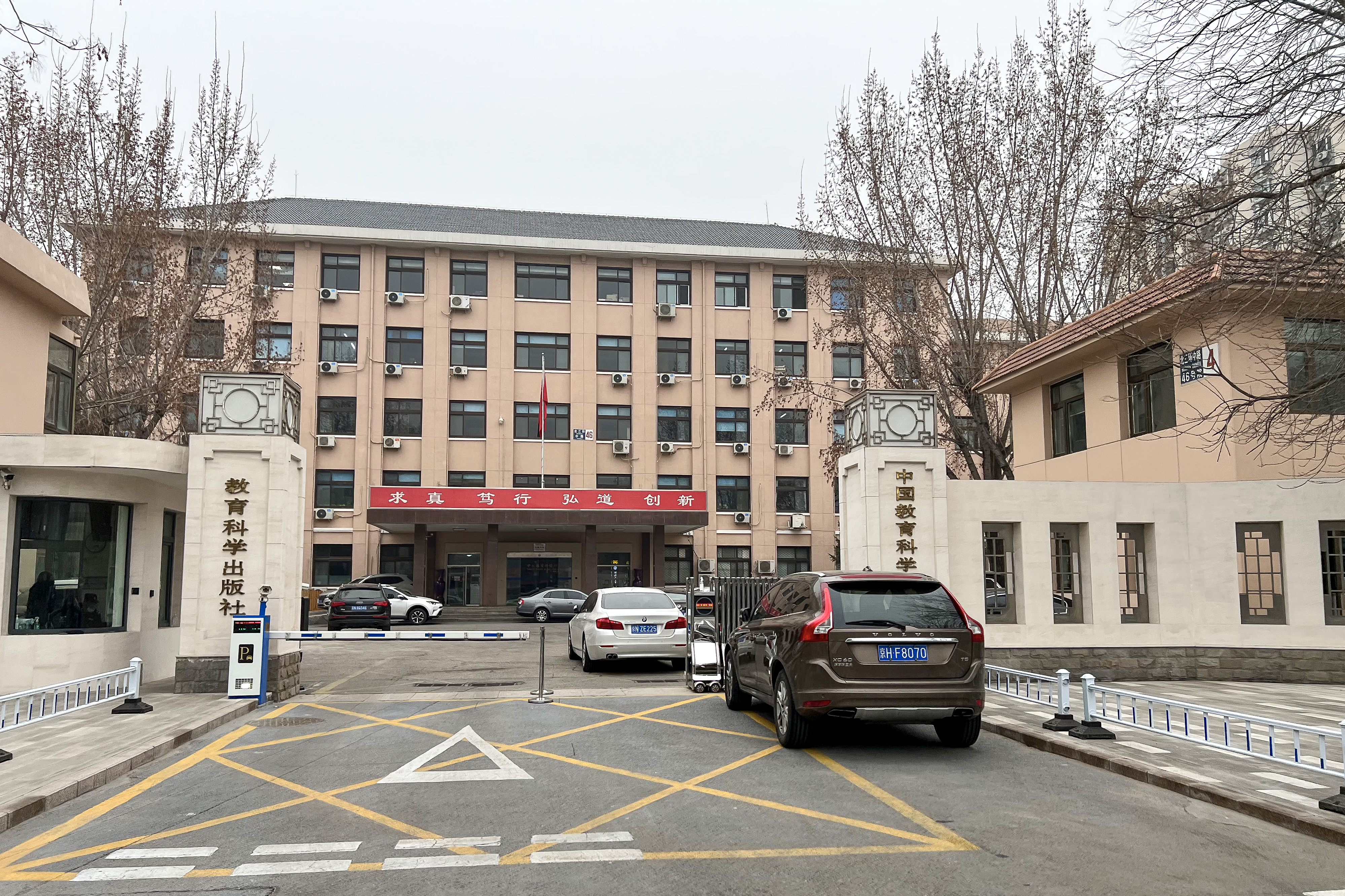
中国教育科学研究院

中国教育科学研究院是中华人民共和国教育部直属的教育科学研究机构，内设全国教育科学规划领导小组办公室。

## 简介
该院的前身为建立于1957年的中央教育科学研究所。建所及初期领导者中多有长期从事教育事业及教育学研究的人士，如柳湜、戴伯韬、周荣鑫、董纯才、王铁、陈元晖、曹孚、王焕勋等。             
一说中央教育科学研究所的前身可追溯至1941年中共在延安建立的中央研究院中国教育研究室。
“文化大革命”于1966年6月爆发后，中国教育事业遭到破坏，陷入全面停滞，中央教育科学研究所亦被停办。
1978年7月，由邓小平批示，国务院批准恢复重建中央教育科学研究所。
1980年，专门出版教育学术著作的教育科学出版社成立。
2011年11月，经教育部批准，中央教育科学研究所始更名为中国教育科学研究院。

## 历任领导[註 1]
- 1956年至1966年
  - 筹备处负责人：戴伯韬（1956年6月任命）
  - 成员：王铁、陈元晖、曹孚、许椿生、王焕勋、纪之、葛宜生、聂一苇、胡尚理
  - 所长（兼）：柳湜（1958年4月，时任教育部副部长、党组成员），周荣鑫（1961年7月至1963年3月，时任教育部副部长、党组副书记），戴伯韬（1963年至1966年，时任教育部党组成员）
  - 副所长：任时（1960年10月至1963年）
- 1978年
  - 所长（兼）：董纯才（时任教育部副部长、党组成员）
  - 筹备处领导小组成员：刘松涛、宫钧民
  - 临时办公会议成员：刘松涛、宫钧民、郭林、赵明、王铁、张诚
  - 临时负责人：张健、刘松涛、张天恩、王铁、李冰洁、宫均民、郭林
- 1983年
  - 所长：张健 （时任教育部党组成员）
  - 副所长：张天恩、滕纯、吴福生、周玉良
- 1985年
  - 所长：吴畏
  - 副所长：潘仲茗、滕 纯、周玉良、赵登昌
- 1990年
  - 所长：卓晴君
  - 副所长：赵一兵、潘仲茗、曹青阳、温孝杰、周南照、高爱玲
- 1995年
  - 所长： 阎立钦（1997年2月以前系主持工作的副所长）
  - 副所长：高爱玲、周南照、谢国东、徐长发、连秀云
- 2002年
  - 所长：朱小蔓
  - 副所长：徐长发、田慧生
- 2007年
  - 所长：袁振国
  - 副所长：田慧生、曾天山